# Coleanthera myrtoides
Coleanthera myrtoides là một loài thực vật có hoa trong họ Thạch nam. Loài này được Stschegl. mô tả khoa học đầu tiên năm 1859.